# 朱器埈
朱器埈（16世纪？—1646年7月1日），明朝唐藩安阳郡王，唐端王朱碩熿的第七子，明太祖的八世孙。
万历二十七年（1599年），封安阳王。他的大哥世子朱器墭失宠于父亲朱硕熿，被囚于承奉司。崇祯二年（1629年）二月，朱器墭疑似被其弟福山王朱器塽、安阳王朱器埈毒死。朱器墭之子朱聿键袭封唐王后，为其父当年被毒死一事报仇，崇祯九年（1636年）七月初一，朱聿键杖杀叔父福山王朱器塽、杖伤叔父安阳王朱器埈。在崇祯末年，朱器埈与周王朱恭枵守卫开封，城池陷落乘舟逃走，逃到彰德、宁陵之间。弘光帝继位后，他南下江南。崇祯十七年（1644年）十月，居住在无锡。次年，跟随弘光帝被清军所俘虏，在北京一起遇害。